# Araniaka
En el marco de la religión védica de la India, el término sánscrito araniaka (en escritura devanagari: आरण्यक, āraṇiaka; en inglés aranyaka) representa uno de los muchos textos que forman parte de los śruti (‘escuchados’, escrituras reveladas).
Estas escrituras religiosas están escritas en sánscrito clásico y forman parte tanto de los textos bráhmana como de los Upanishad.
Araniaka significa ‘[texto] de los bosques’, y es un tratado para los sadhú (santos) que abandonaban el mundo para vivir en la naturaleza.

Según el Taitiríia-araniaka, "araṇia" (‘bosque’, lugar alejado de las ciudades) significa ‘[lugar] desde donde no se pueden ver los techos [de la ciudad]’.
Estos textos contrastan así con los grijia sutras (grihya sūtra: ‘aforismos para el hogar’, siendo grija: ‘hogar’ y sūtra: ‘hilo, aforismo’), que son tratados acerca de la adoración a los dioses dentro de la vida doméstica.
Sirvieron como receptáculo de adiciones posteriores al corpus védico.
Contienen discusiones (al estilo bráhmana) acerca de rituales particularmente «peligrosos», tales como el majá vrata (‘gran voto’) y el pra-varguia (pravargya), que por lo tanto deben aprenderse en la selva.
Sin embargo, no tienen relación con —como la tradición posterior afirmaría— con saniasis (sabios vagabundos) o vanaprasthas (ermitaños) y tampoco son de naturaleza mística, sino textos de liturgia para bráhmanas (sacerdotes ritualistas ordinarios) casados.

## Los libros del bosque
Los Araniakas están relacionados con distintos shakhas védicos individuales:
- El Aitareia-araniaka pertenece al «Shakala-shakha» del Rig-veda.
- El Kaushitaki-araniaka pertenece al «Kaushitaki-shakha» y al «Shankhaiana-shakha» del Rig-veda.
- El Taittiríia-araniaka pertenece al «Taittiríia-shakha» del Krishná-iáyur-veda.
- El Maitraianiia-araniaka pertenece al «Maitraianiia-shakha» del Krishná-iáyur-veda.
- El Katha-araniaka pertenece al «Katha-shakha» (o «Charaka-shakha») del Krishná-iáyur-veda
- El Brijad-araniaka en las versiones Madhiandina y Kanva. La versión Madhiandina tiene 8 secciones, de las cuales las últimas 6 son el Brijad-araniaka-upanishad.
- El Talavakaraa-araniaka o Yaiminíia-upanisad-bráhmana pertenece al «Talavakara-shakha» o «Yaiminíia-shakha» del Sama-veda.
- El Araniaka-samhita pertenece al Purva-archika del Sama-veda. (El Sama-veda-samjita tiene una sección llamada Araniaka-samjita en el que se cantan los Araniagana-saman).
- El Átharva-veda no tiene un araniaka sobreviviente. Aunque algunos consideran que el Gopatha-bráhmana es su araniaka, un remanente de un Átharva-bráhmana (o Paippalada-bráhmana).